# Aberkiosinskriften

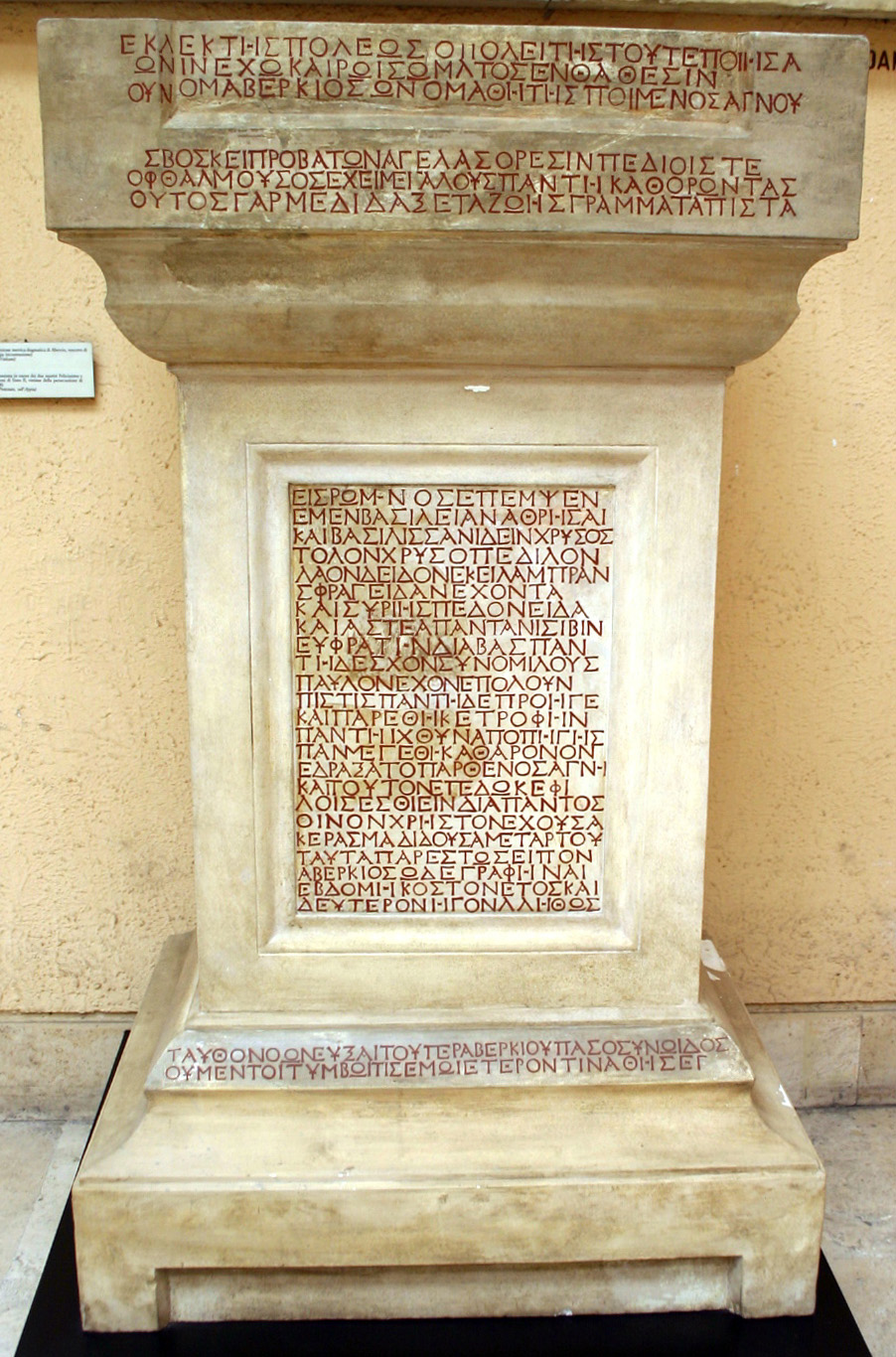
Avgjutning av Aberkiosinskriften

Aberkiosinskriften är en inskription från slutet av 100-talet som återfanns i Hierapolis i Frygien i modern tid. Inskriptionen är ett epitafion, som biskop Aberkios i Hierapolis (död cirka 167) författat över sig själv.
Viktigast är detta fynd därför att det visar den förut omstridda ärligheten hos den mest bekante bysantinske hagiografen Symeon Metafrastes, som levde på 900-talet. Hans uppgifter stämmer med den i religionshistoriskt avseende märkliga Aberkiosinskriften.